# Manuel Sanchís Martínez
Manuel Sanchís Martínez (Alberique, Valencia, 26 de marzo de 1938-Madrid, 28 de octubre de 2017) fue un futbolista español. Jugador histórico del Real Madrid Club de Fútbol, fue campeón de Europa de clubes y selecciones y uno de los integrantes del recordado «Madrid de los yeyé».
Padre del también futbolista Manolo Sanchís Hontiyuelo.

## Trayectoria
Sanchis destacó desde muy joven en equipos cercanos a su Alberique natal y pronto pasó a formar parte del Club Deportivo Condal, donde jugó cuatro años. Posteriormente jugó tres temporadas en el Real Valladolid Club de Fútbol hasta llegar, a los 26 años, al club en el que pasó a la historia del fútbol español, el Real Madrid Club de Fútbol. 
Formó parte del exitoso conjunto blanco de los años 1960 y ayudó a conseguir cuatro títulos de Liga, una Copa del Generalísimo y una Copa de Europa conformando el «Madrid de los yeyé». Durante su carrera en Madrid sumó un total de 213 partidos. Fue también once veces internacional absoluto con España y participó en el Mundial de Inglaterra 1966, marcando en la fase de grupos un gol contra Suiza (2-1).
Tras abandonar el club madrileño defendió también al Córdoba Club de Fútbol durante dos temporadas, tras los cuales se retiró a la edad de 34 años (dieciocho de ellos como jugador profesional).

## Clubes
| Club                  | País   | Año     |
| --------------------- | ------ | ------- |
| C. D. Condal          | España | 1957-61 |
| Real Valladolid C. F. | España | 1962-65 |
| Real Madrid C. F.     | España | 1965-71 |
| Córdoba C. F.         | España | 1971-72 |

## Selección nacional
Sanchís jugó 11 partidos con España y representó a la nación en la Copa Mundial de la FIFA de 1966. Durante la fase grupos, anotó un gol en la victoria por 2-1 ante Suiza.
| Selección | Temporada | Partidos | Goles |
| --------- | --------- | -------- | ----- |
| España    | 1965-66   | 5        | 1     |
| España    | 1966-67   | 5        | -     |
| España    | 1967-68   | 1        | -     |
| España    | Total     | 11       | 1     |

## Trayectoria como entrenador
Fue entrenador del Club Deportivo Tenerife de 1977 a 1979. En la temporada 1987/1988 fue el entrenador del Daimiel Club de Fútbol en la 2.ª División "B".

## Muerte
Sanchís falleció el 28 de octubre de 2017 en Madrid a la edad de 79 años, a causa de una embolia pulmonar.

## Palmarés
| Título nacional    | Club              | Año  |
| ------------------ | ----------------- | ---- |
| Campeonato de Liga | Real Madrid C. F. | 1965 |
| Campeonato de Liga | Real Madrid C. F. | 1967 |
| Campeonato de Liga | Real Madrid C. F. | 1968 |
| Campeonato de Liga | Real Madrid C. F. | 1969 |
| Copa               | Real Madrid C. F. | 1970 |

| Título internacional | Club              | Año  |
| -------------------- | ----------------- | ---- |
| Copa de Europa       | Real Madrid C. F. | 1966 |